# 門司港レトロ

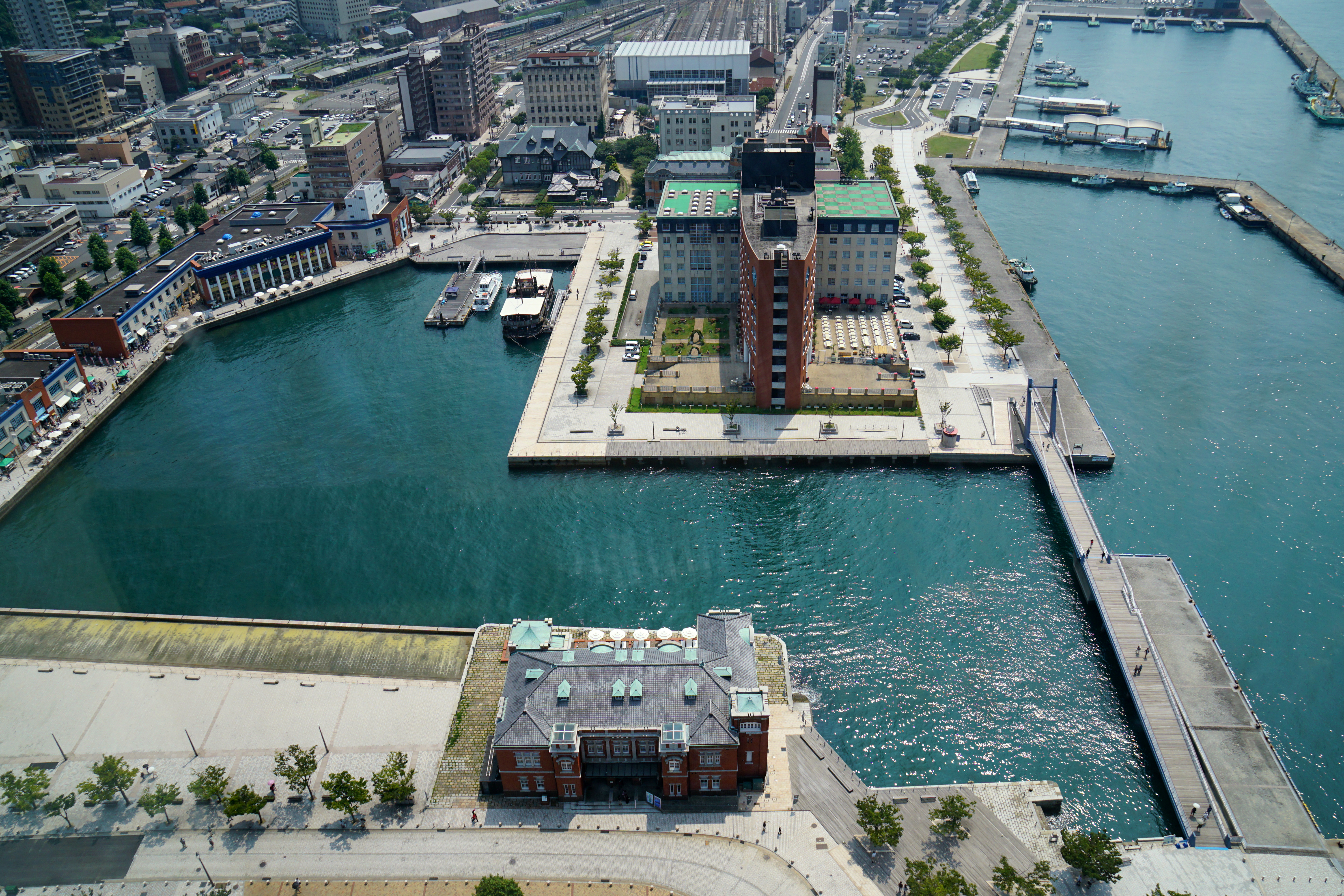
門司港レトロ

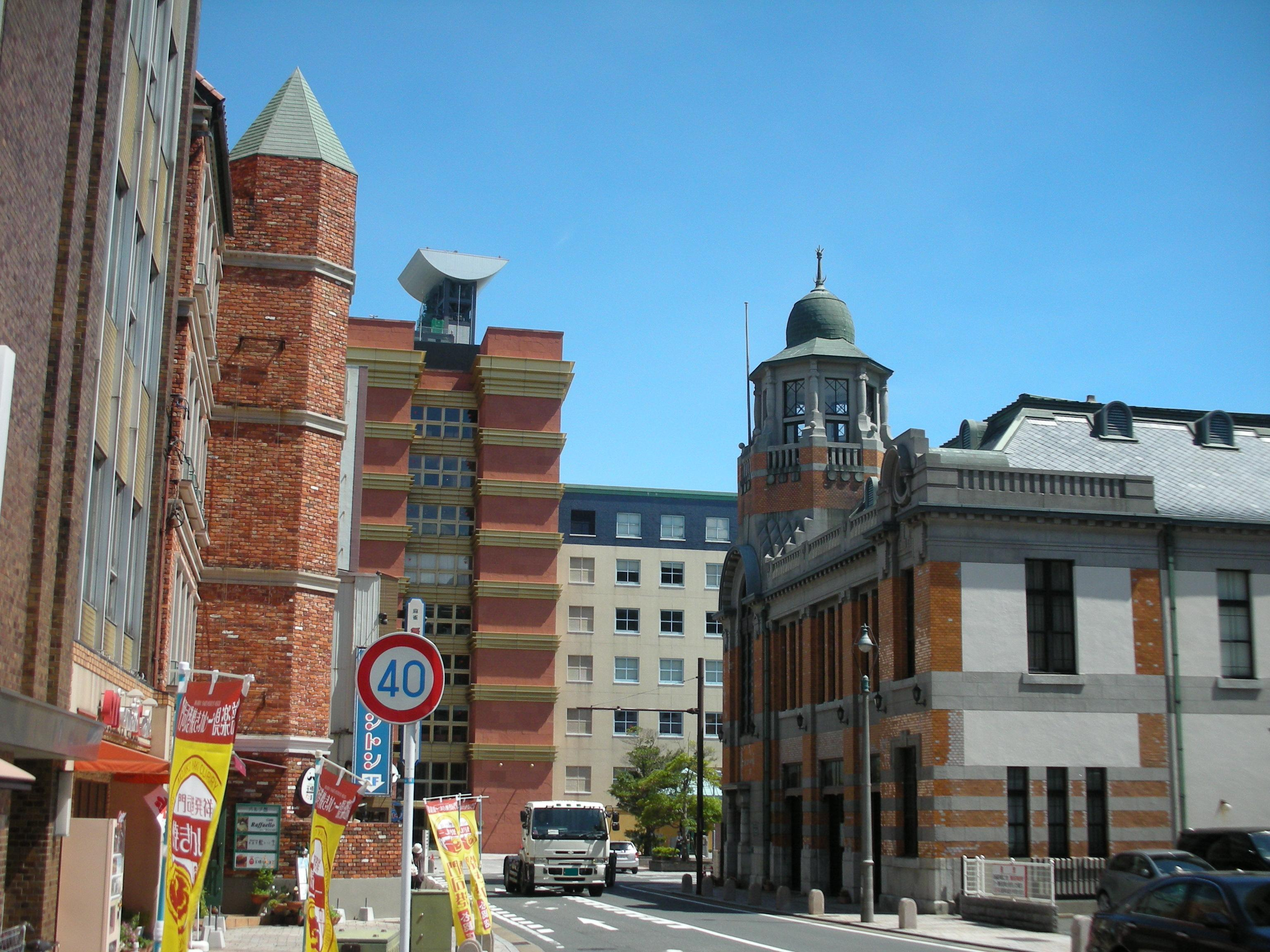
街並み

門司港レトロ（もじこうレトロ）は、福岡県北九州市門司区にある観光スポット。
JR門司港駅周辺地域に残る外国貿易で栄えた時代の建造物を中心に、ホテル・商業施設などを大正レトロ調に整備した観光スポットであり、国土交通省の都市景観100選、土木学会デザイン賞2001最優秀賞を受賞している。また「門司港レトロ地区の観光振興・地域活性化」で平成19年度手づくり郷土賞「地域活動部門」受賞。平成28年度には同賞大賞受賞。
関門海峡の対岸に位置する山口県下関市の唐戸・巌流島などとの周遊ルートとして多くの観光客で賑わう。
観光列車、バス、汽船を乗り継ぎ、海峡を一周できるデジタル乗車券が販売しており、「RYDE PASS」アプリで購入可能となっている。

## 解説
1988年（昭和63年）から整備を開始、1995年（平成7年）3月にグランドオープンした。順調に観光客数を伸ばし、2003年（平成15年）には対岸の山口県下関市にある巌流島がNHK大河ドラマ「武蔵 MUSASHI」の舞台になったことで、年間255万人の観光客を集めた。翌2004年（平成16年）には反動で前年を下回ったが、焼きカレーが注目を集めていることもあり、2007年（平成19年）の観光客数は220万人（前年比＋6万人）まで回復している。
2003年（平成15年）には、地区近辺4か所のバス停留所名に「レトロ」を冠したり（例：「桟橋通」→「レトロ桟橋通」）、門司港駅と門司区内の和布刈（めかり）地区を結ぶ周遊バスを運行するなど、バス利用者に対する利便性の向上を図っている。

## 門司港レトロにある建築物

### 近代
- JR門司港駅 - 1914年（大正3年）築。国の重要文化財。
- 九州鉄道記念館 - 1891年（明治24年）築の旧九州鉄道本社を本館として使用。
- 北九州市旧大阪商船 - 1917年（大正6年）築。旧大阪商船門司支店。国の登録有形文化財。北九州市が取得。
  - わたせせいぞうと海のギャラリー（2階）
- 北九州市旧門司三井倶楽部 - 1921年（大正10年）築。1991年（平成3年）門司区谷町より駅前へ移築。国の重要文化財。北九州市が取得。
  - アインシュタインメモリアルルーム（2階） - 1922年（大正11年）にアインシュタインが宿泊した部屋を当時の状態で展示。
  - 林芙美子資料室（2階）
- 門司区役所 - 1930年（昭和5年）築。国の登録有形文化財。
- 北九州市旧門司税関 - 1912年（明治45年）築。現地にて修復・再建。北九州市が取得。
- 旧三井物産門司支店 - 1937年（昭和12年）築。旧JR九州北九州本社。北九州市が取得。
- 門司電気通信レトロ館 - 1924年（大正13年）築、山田守設計。NTT西日本門司ビル内。
- 門司郵船ビル - 1927年（昭和2年）築。旧日本郵船門司支店。1階にファミリーマートが入居している。
- 旧岩田屋酒店 - 1922年（大正11年）5月築。木造2階建店舗兼家屋。北九州市指定文化財（2006年（平成18年）7月20日指定）。
- 門司港美術工芸研究所（旧門司港アート村） - 廃校になった小学校（庄司小学校）を芸術家の創作活動の拠点として有効利用。「北九州市文化振興計画」にもとづき、2011年（平成23年）4月より研究員・研修生制度を整備し、講師・顧問を迎え「門司港美術工芸研究所」として再出発した。
- カボチャドキヤ国立美術館 - 1918年（大正7年）築の洋館を利用した個人による美術館。

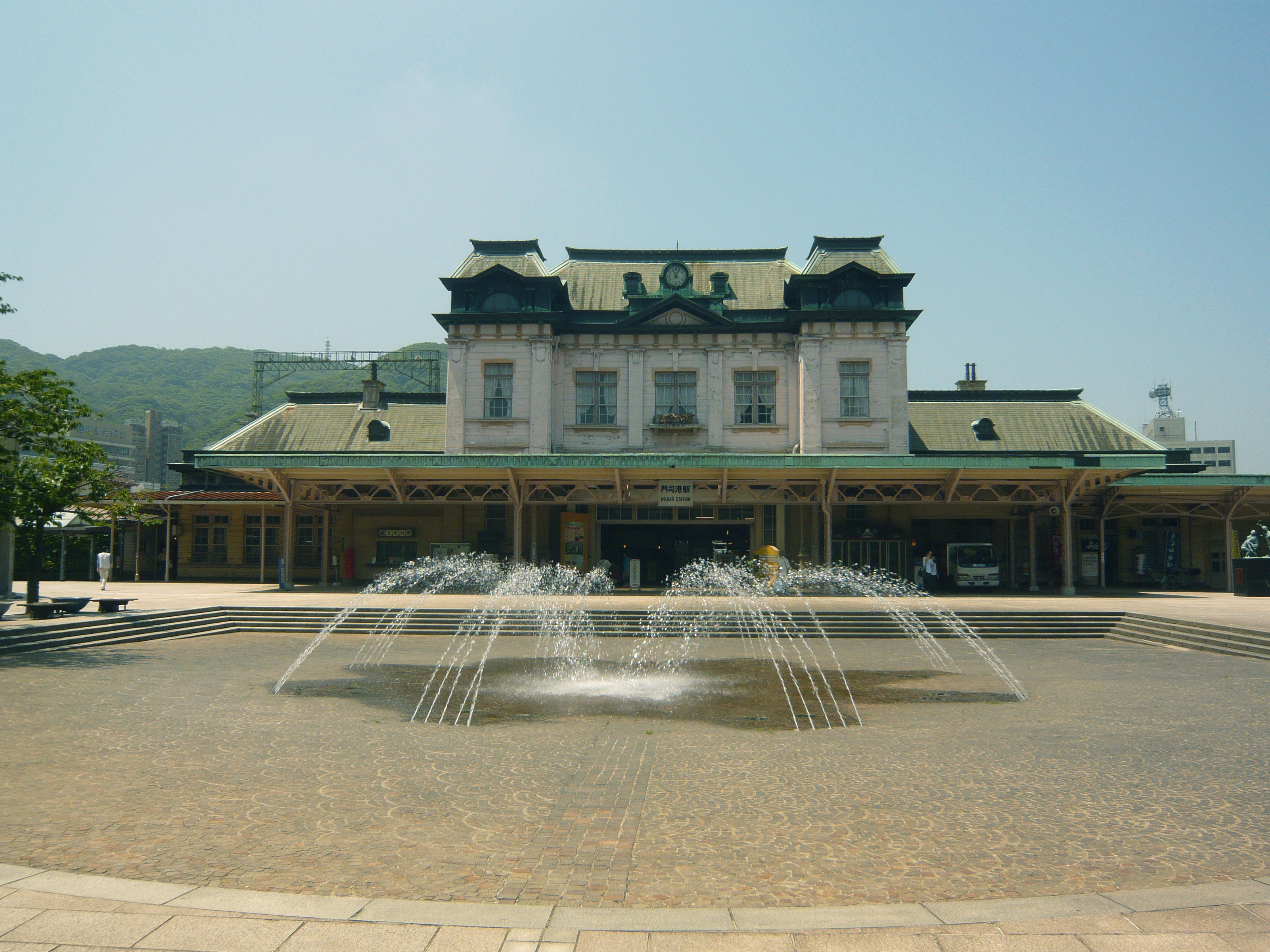
JR門司港駅
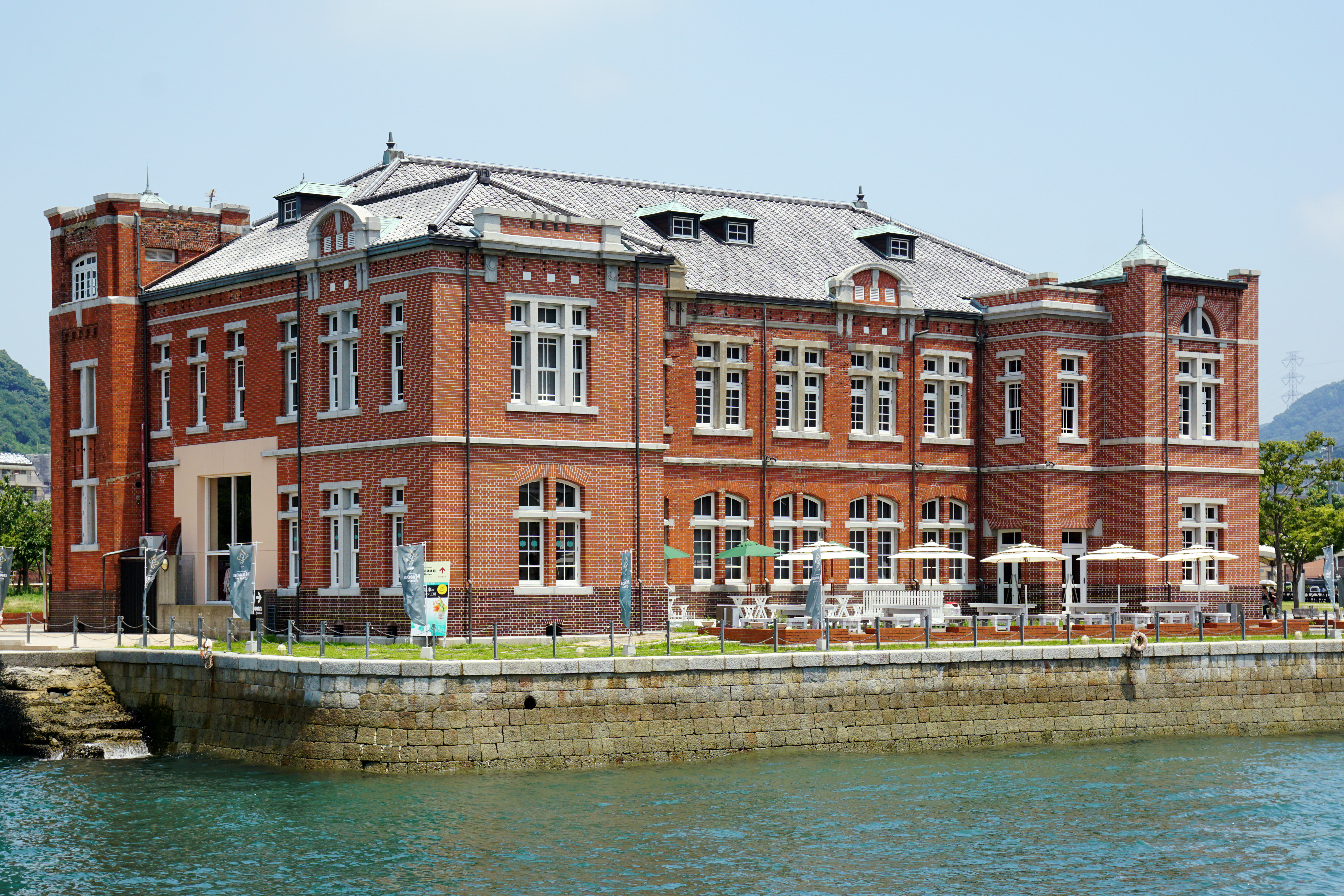
旧門司税関
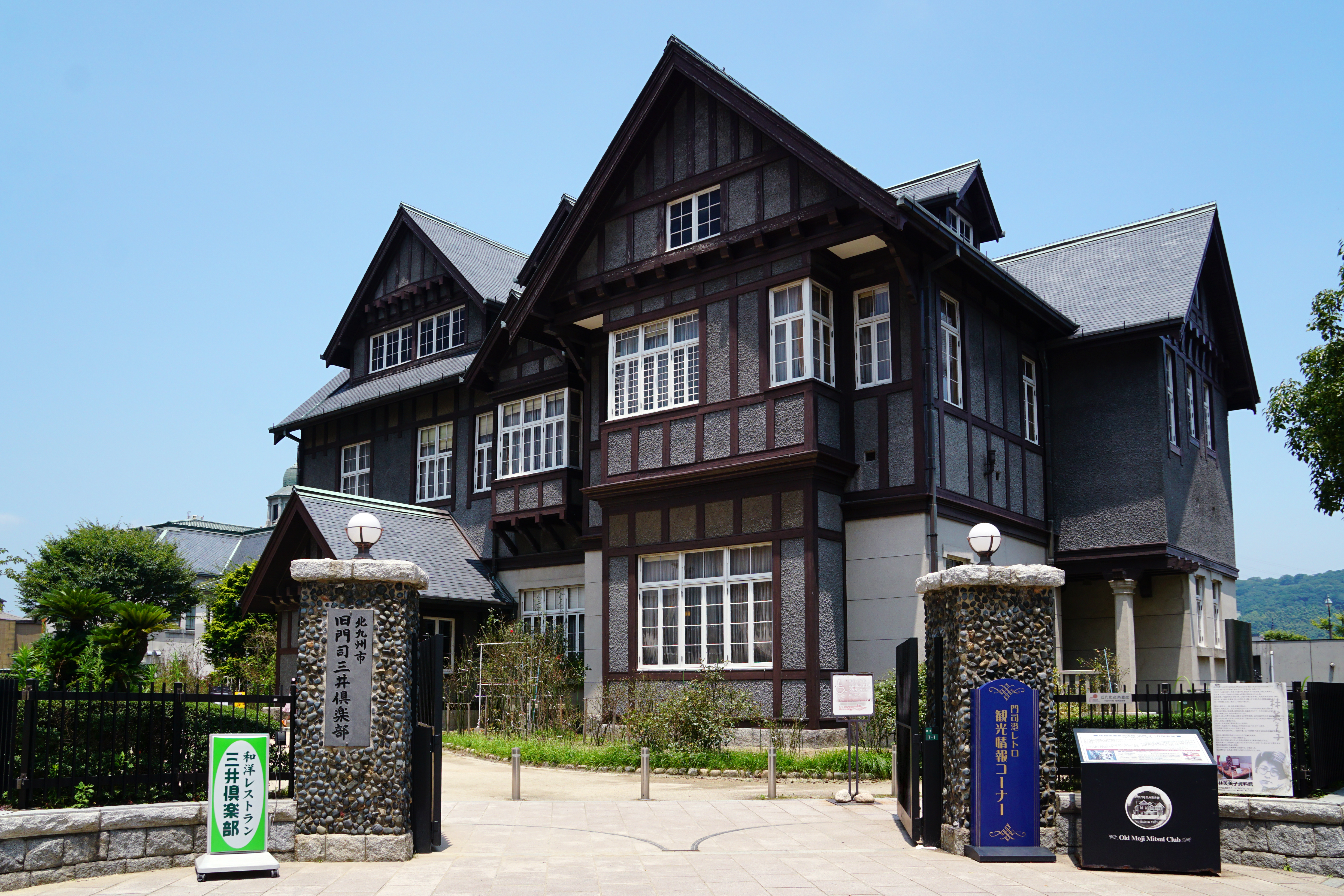
旧門司三井倶楽部
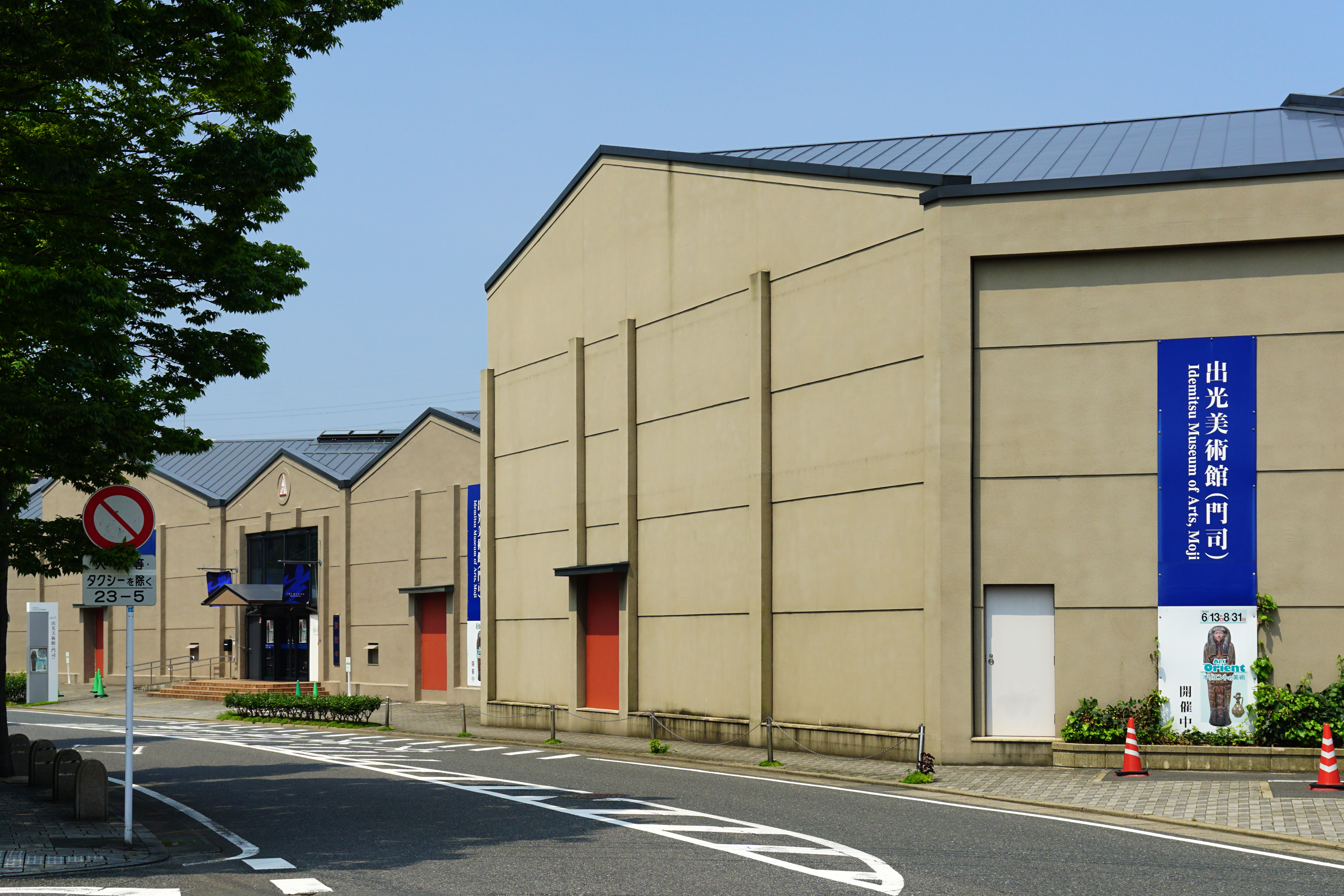
出光美術館（門司）
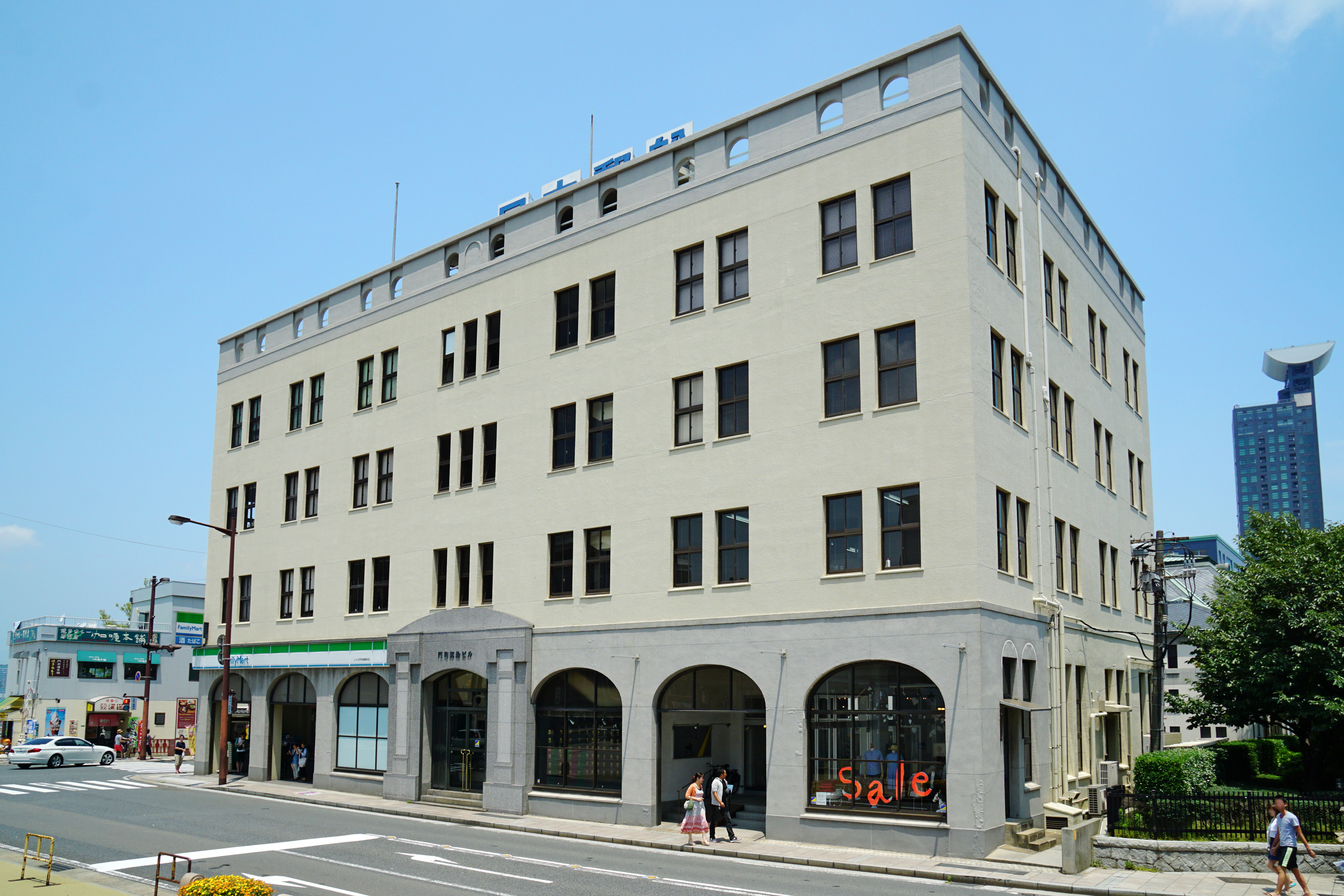
門司郵船ビル

### 門司港レトロ事業開始以降に竣工した施設
- 海峡プラザ - 1999年（平成11年）築。観光客向け複合商業施設。
  - オルゴールミュージアム門司港
  - 赤煉瓦ガラス美術館
  - 元祖瓦そばたかせ 門司港レトロ店
- プレミアホテル門司港 - 1998年（平成10年）築。門司港観光の拠点。アルド・ロッシの遺作。インテリアデザインは内田繁による。
- 港ハウス - 1998年（平成10年）築。観光客向け物産館。
- 門司港レトロハイマート - 1999年（平成11年）築。分譲マンションで、最上階に展望室がある。開発に際し、景観への影響が議論となった結果、黒川紀章設計のタワーマンションになった。
- 関門海峡ミュージアム - 2003年（平成15年）築。海峡をテーマとした屋内型観光施設。
- 北九州市大連友好記念館 - 1995年（平成7年）築。北九州市の友好都市である大連市の歴史的建造物の複製。
- ブルーウイングもじ - 1993年（平成5年）築。門司第一船留まりに架かる、全国で唯一の歩行者専用の跳ね橋である。
- 出光美術館（門司） - 2000年（平成12年）開館。元々は大正時代築の出光興産の資材備蓄庫を改装・増築し使用していたが、2015年3月29日に一時閉館し[5]耐震化や展示スペース拡張などの全面改装を実施。鉄筋3階建てとなって2016年10月28日にリニューアルオープンした。出光興産の創業者・出光佐三の生涯の軌跡を紹介する「出光創業史料室」が往時の建物のまま残っている。

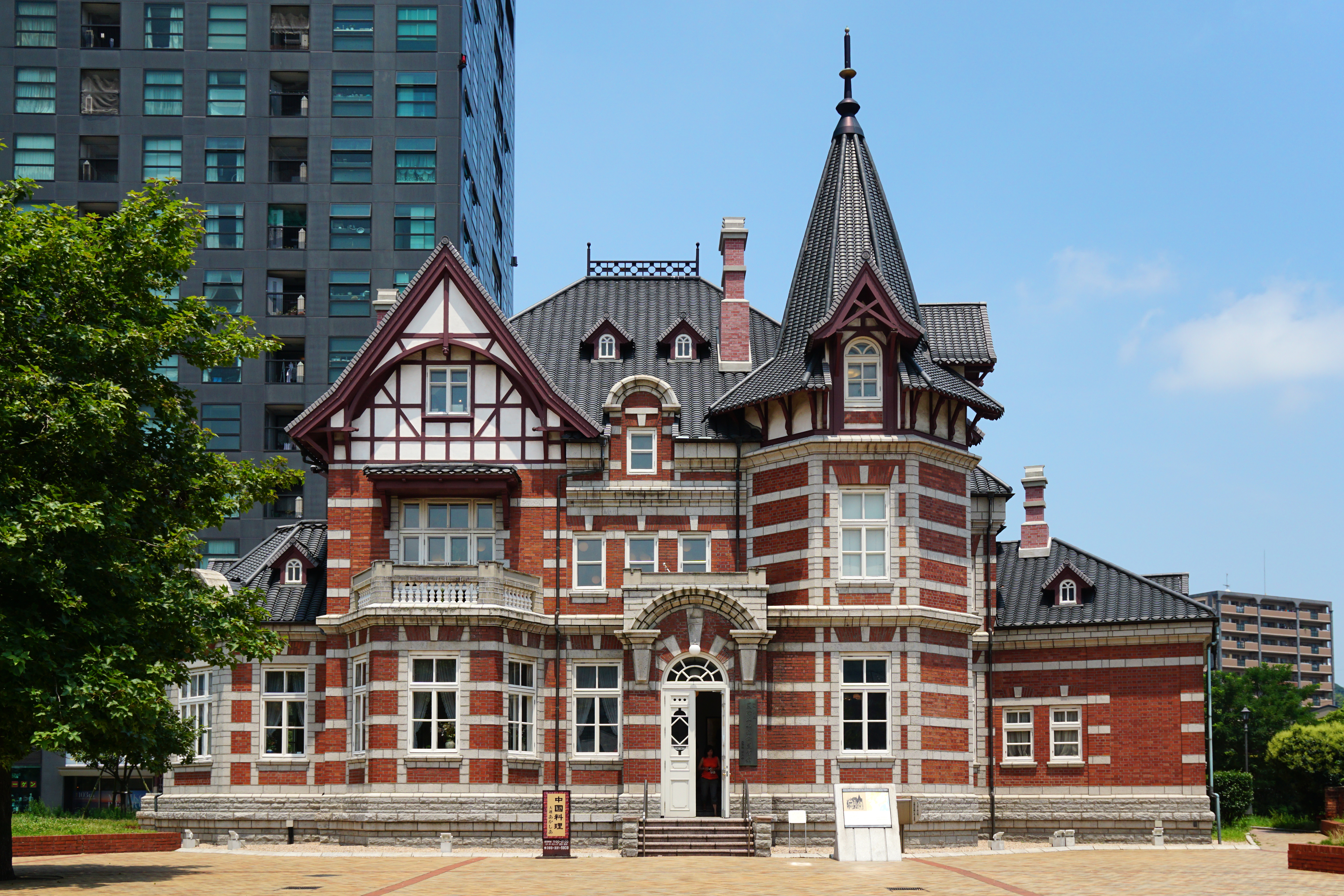
北九州市大連友好記念館
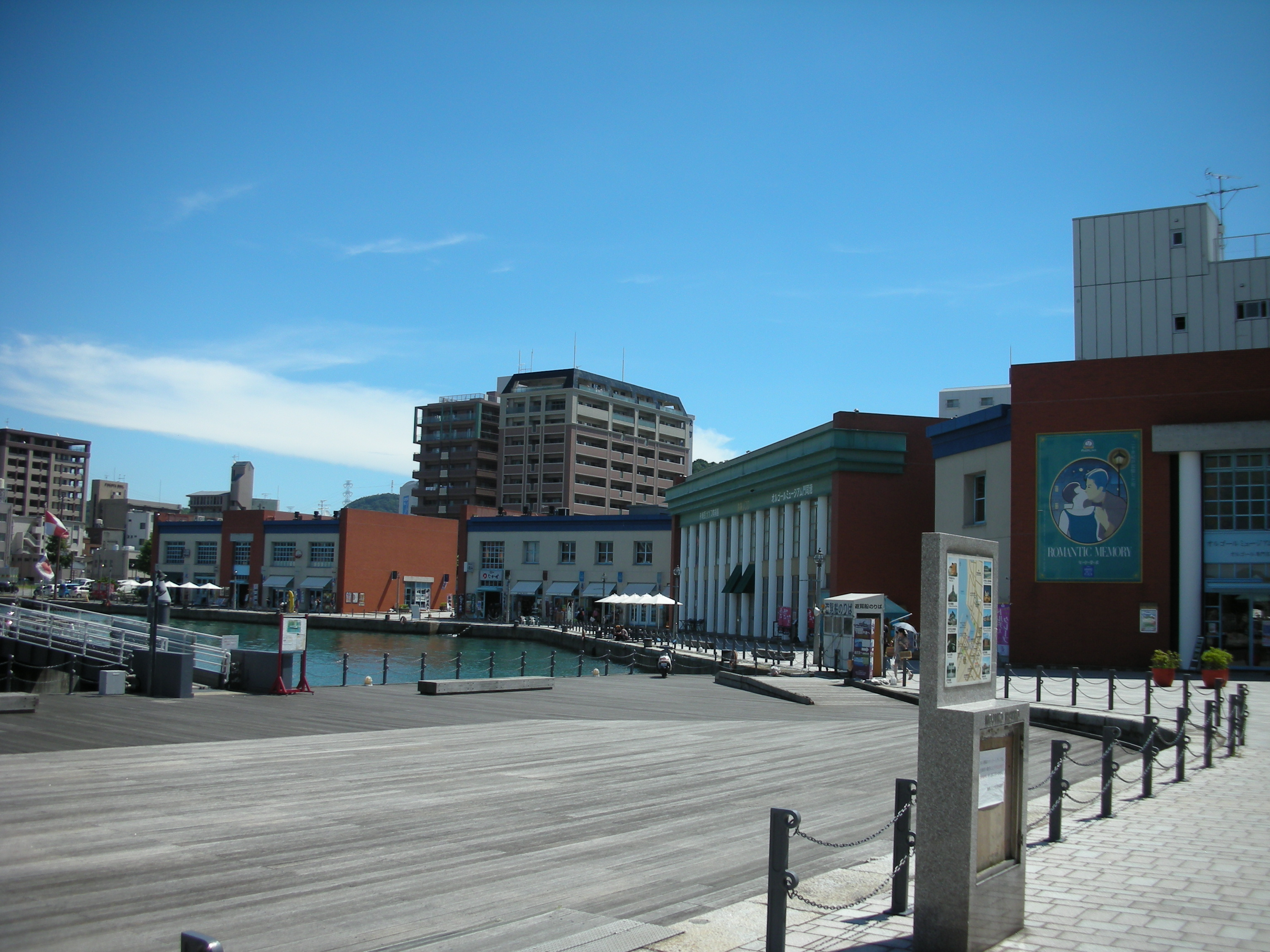
海峡プラザ
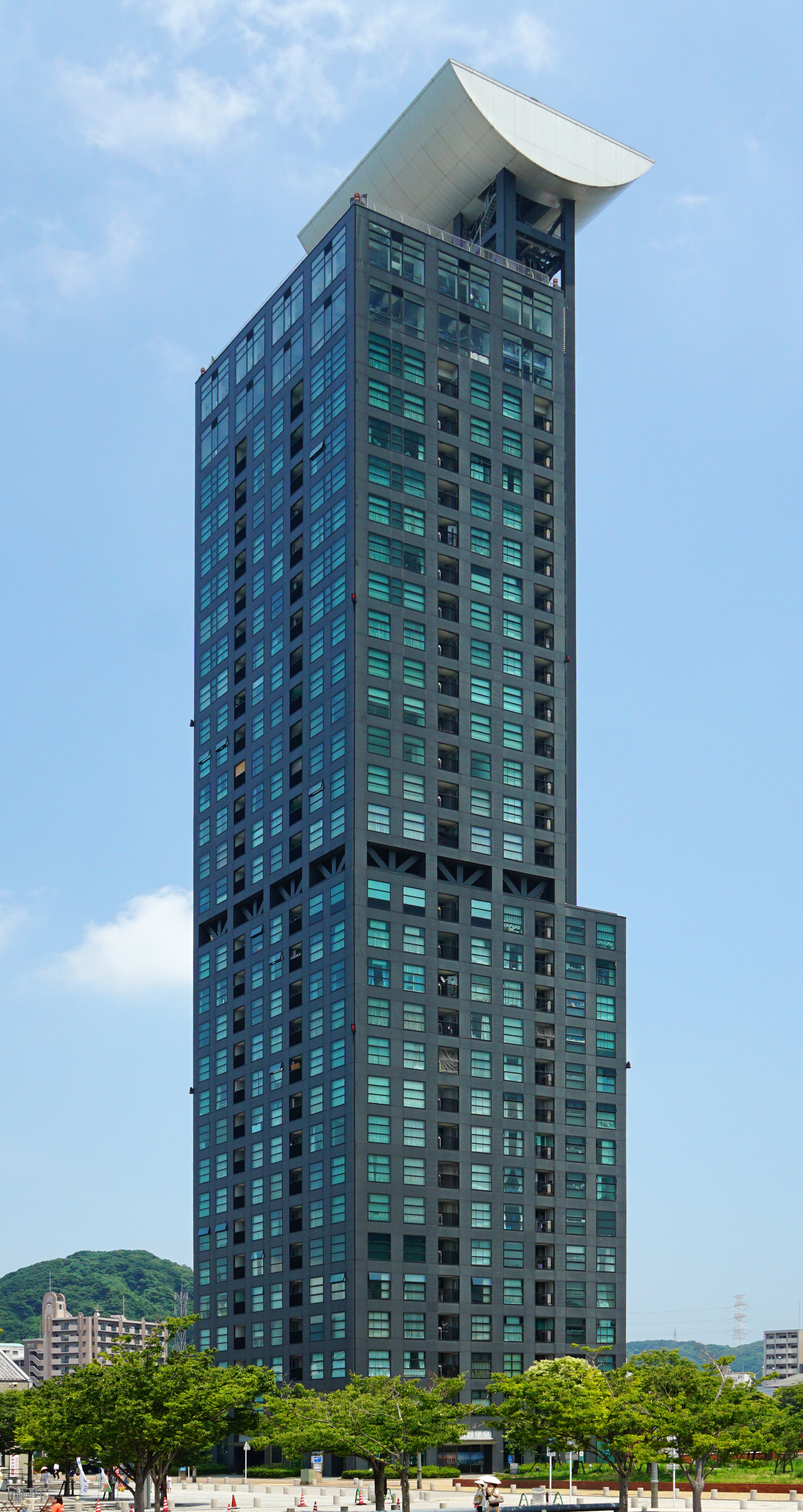
門司港レトロハイマート（設計：黒川紀章）
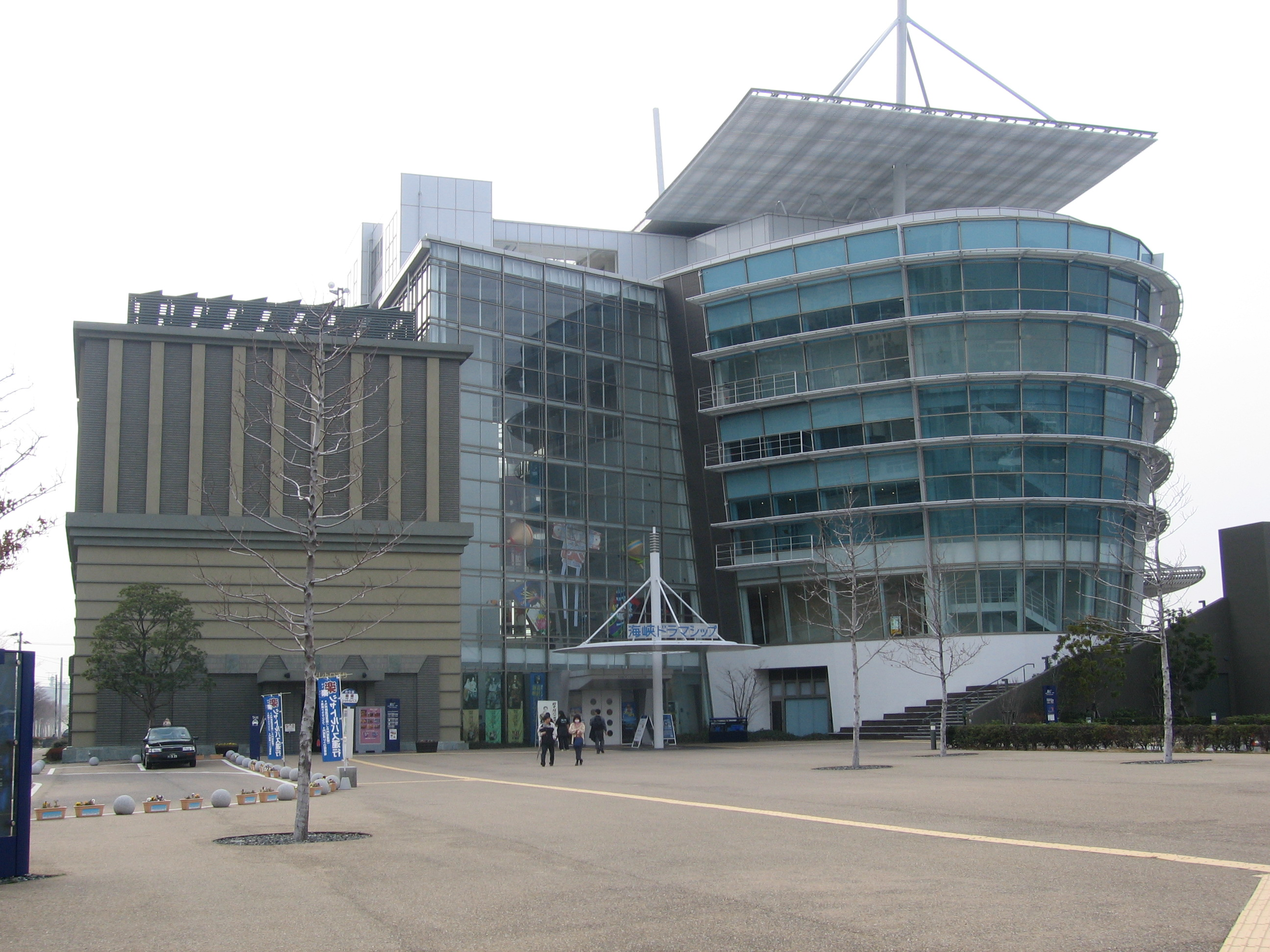
関門海峡ミュージアム
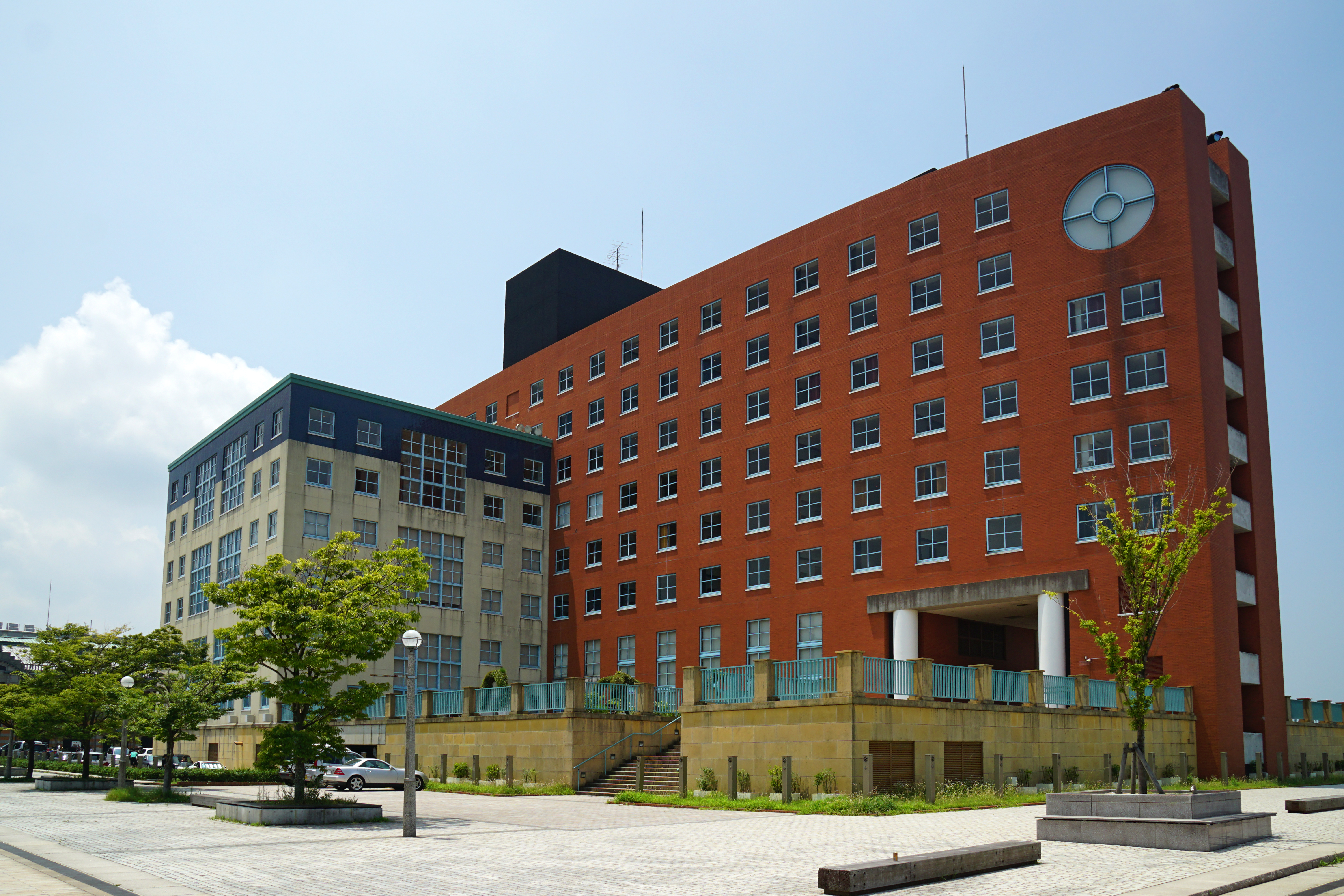
プレミアホテル門司港
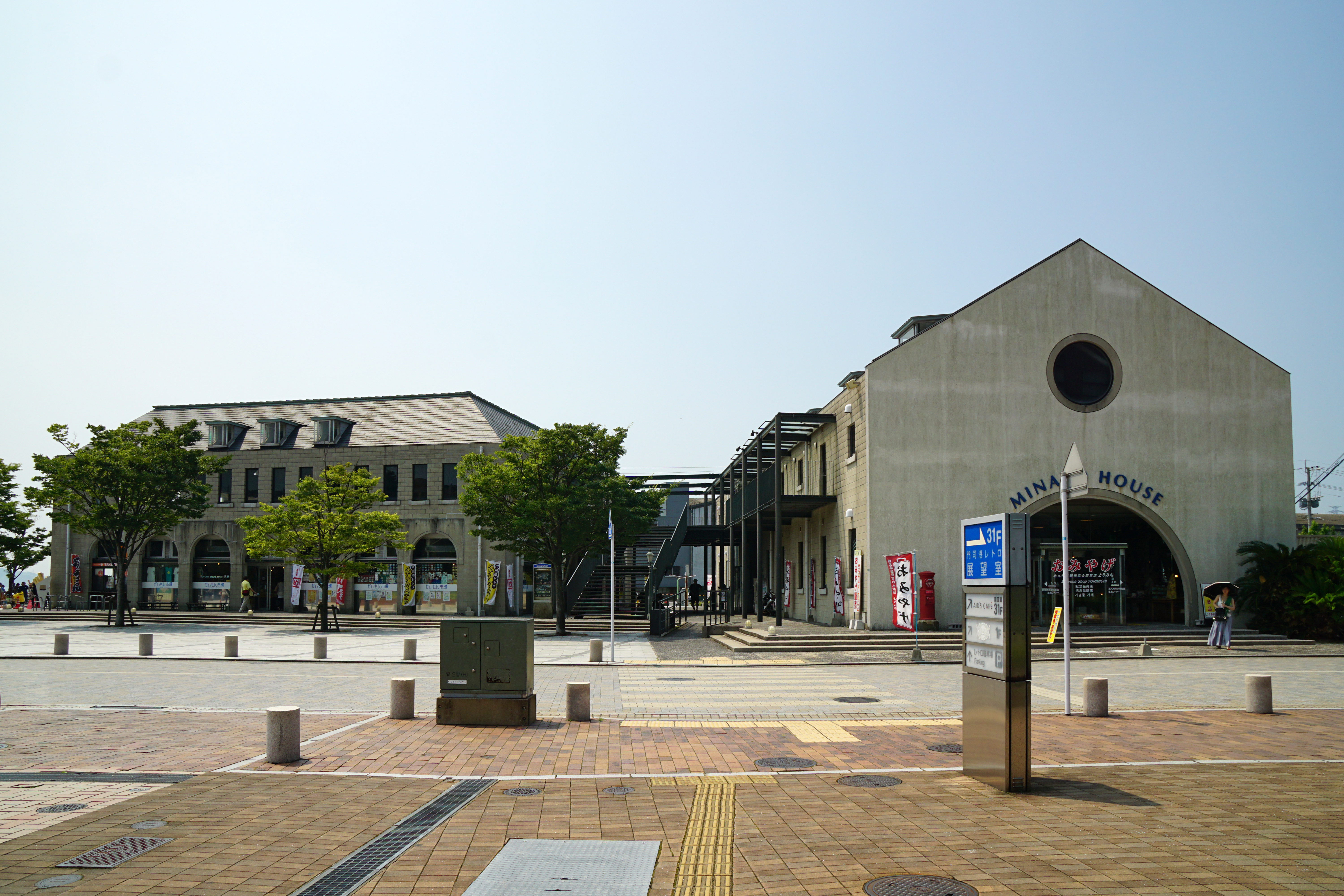
港ハウス
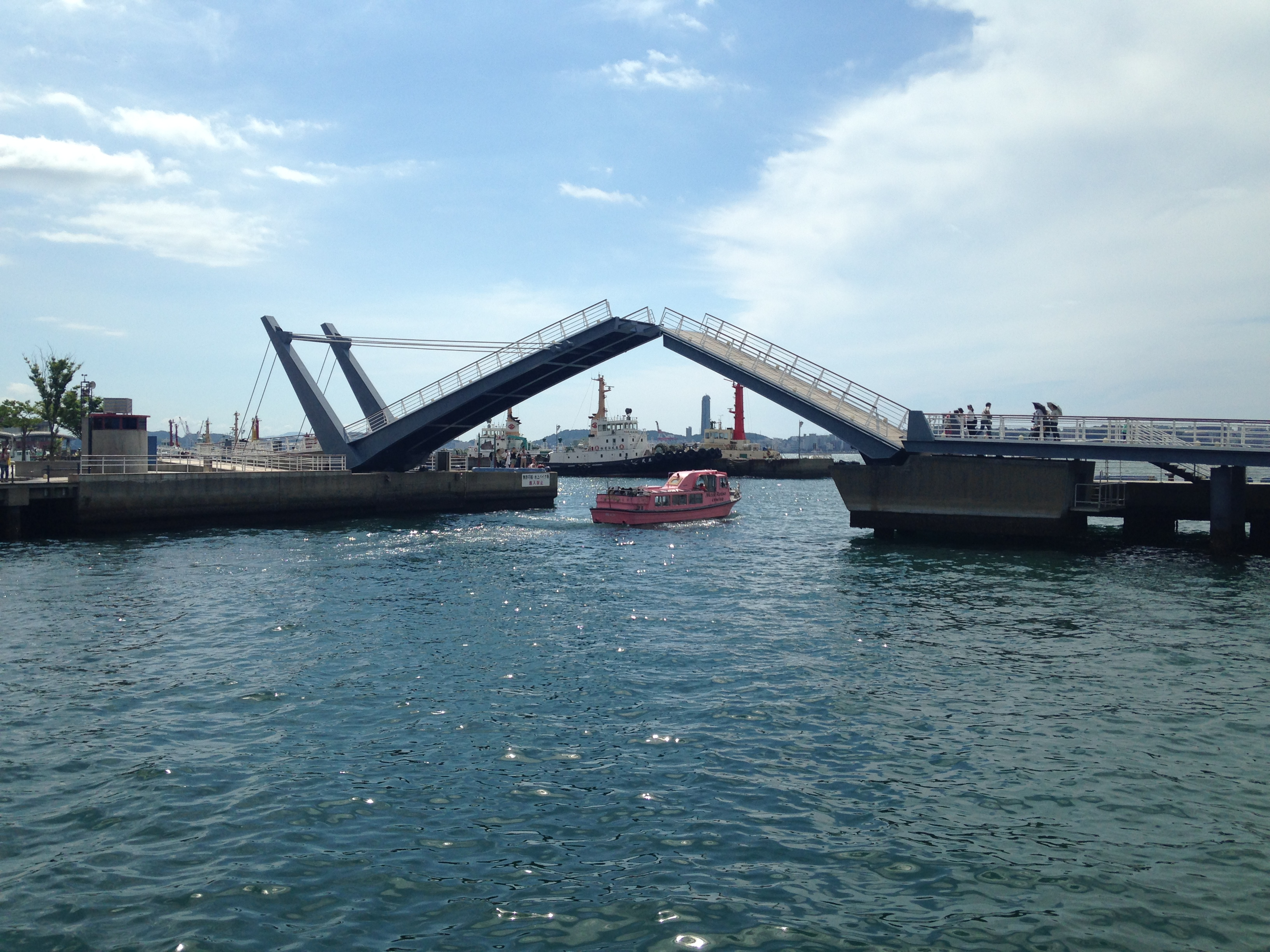
ブルーウィングもじ
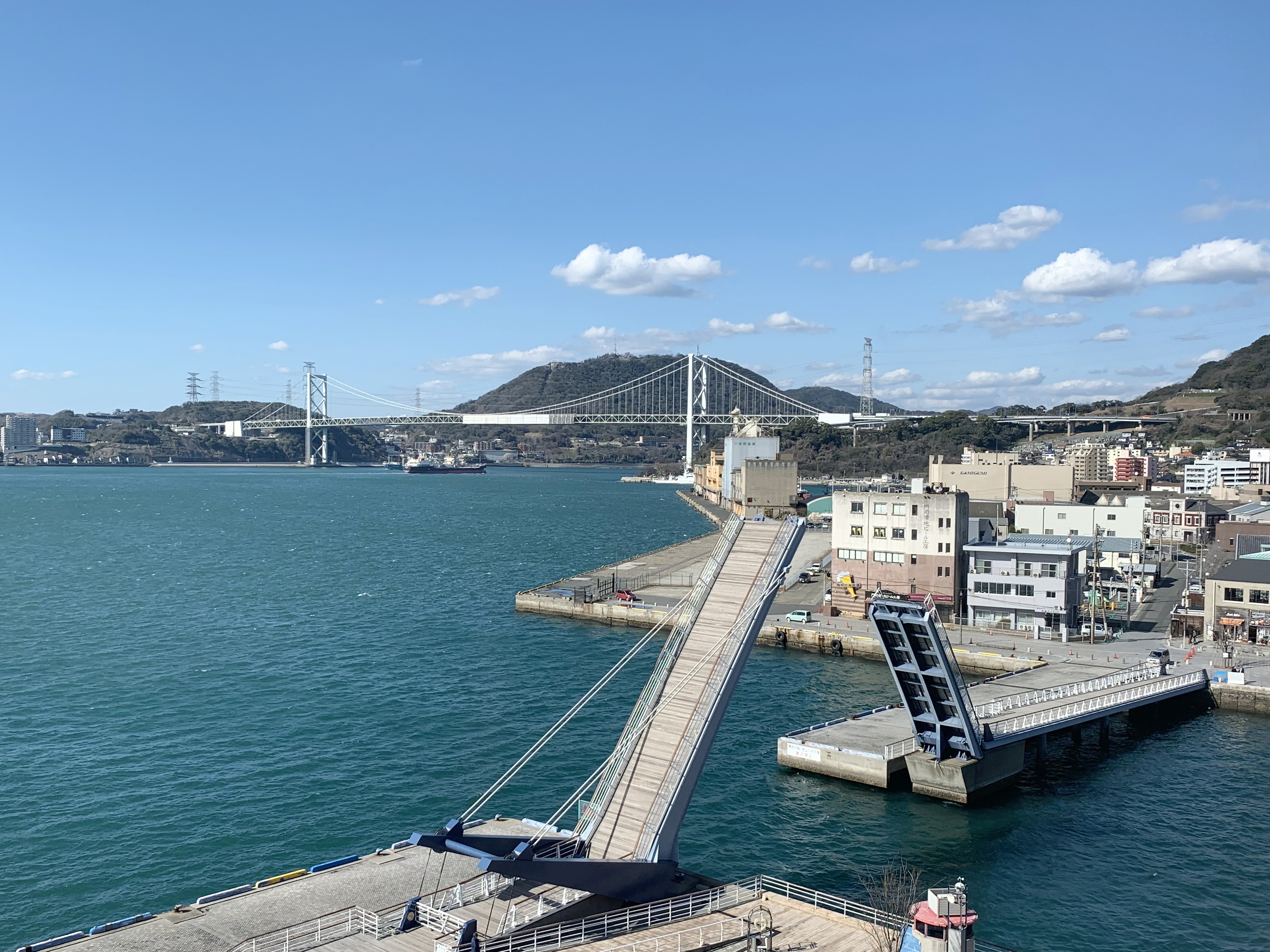
ブルーウィングもじ。奥に見えるのは関門橋。

## 門司港レトロのイベント
- 門司港レトロ・イルミネーション - 12月-3月
- 門司港レトロ・かきフェア - 1月
- 門司港レトロふぐ祭り - 2月上旬
- 門司海峡フェスタ - 5月 （GW）
- 門司みなと祭 - 5月第4土日
- 関門海峡花火大会 - 8月13日
- 門司港レトロ・バナナフェア - 9月-10月
- 門司港レトロカーミーティング - 10月中旬
- 門司港レトロマラソン大会 - 11月下旬
- カウントダウン　in 門司港レトロ - 12月31日　午前0時前後
- コスプレピクニック - 通年

## 名物
- 焼きカレー - 門司港発祥。門司港焼きカレーマップに23軒が紹介されている。
- バナナの叩き売り - 門司港発祥。独特の口上が特徴。バナナフェアにて実演。
- 「バナナマンの像」 - 海峡プラザ前に立つ。ホリプロコム所属のお笑いコンビバナナマンとは無関係。
- ちゃんらー - 門司で食される麺類。門司の食堂で長崎の子供がちゃんぽんみたいな食事がしたいということで開発。当時手に入りやすかった野菜とちゃんぽん麺で作る。一旦途絶えたが芋洗坂係長などの努力で復活。

## 交通手段

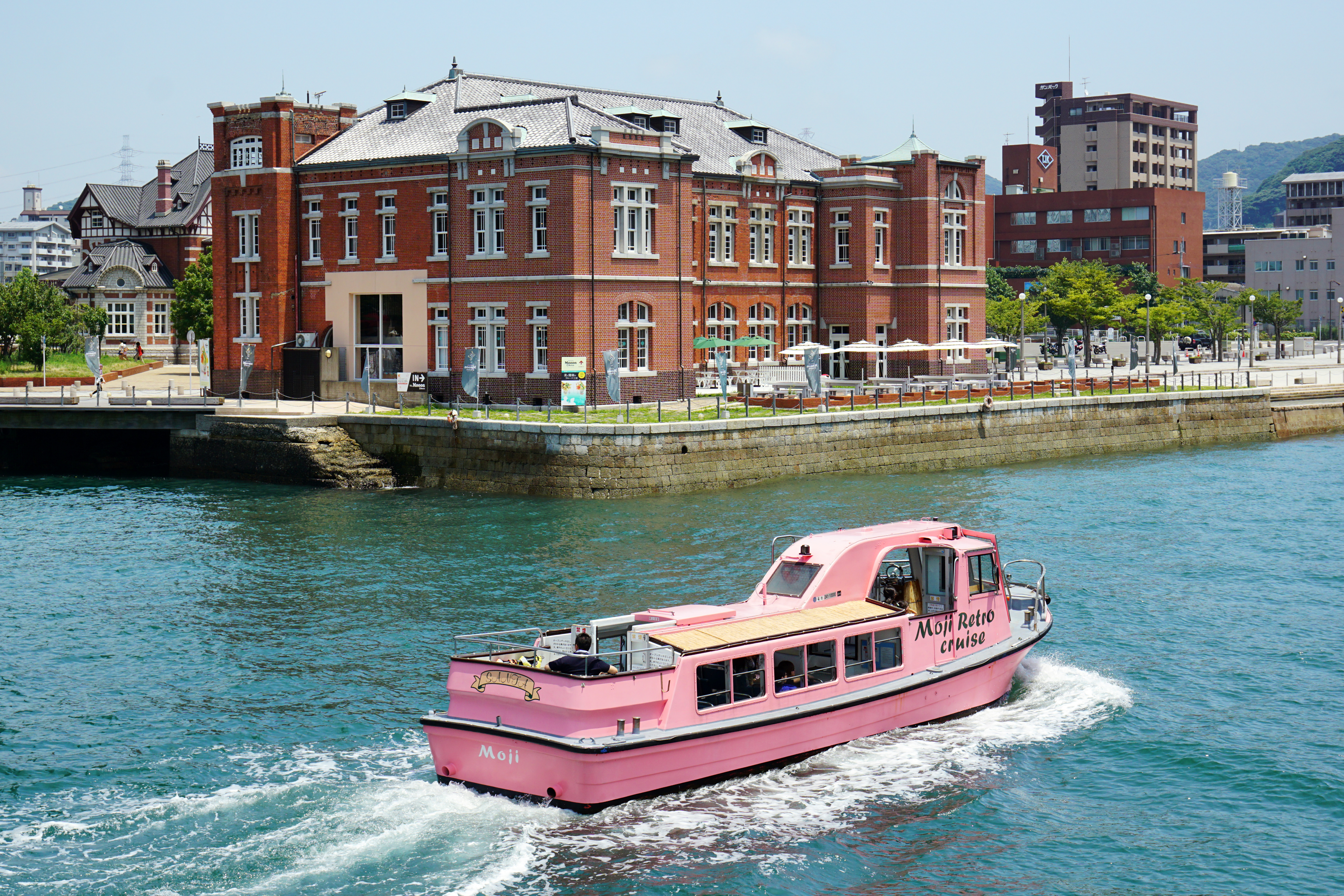
旧門司税関と門司港レトロクルーズ。

- 鉄道：九州旅客鉄道（JR九州）鹿児島本線門司港駅
- バス：西鉄バス（西鉄バス北九州）レトロ桟橋通バス停（他にもバス停あり）
- 船舶：関門汽船門司港桟橋

### 門司港レトロ地区内・周辺部の交通機関
- 観光船 - 関門海峡に出て、関門橋手前まで行く観光船。約15分の船旅で、大人500円、子供250円。道中では、スナメリやイルカが目撃される事もある[3]。
- 平成筑豊鉄道門司港レトロ観光線 - 3月から11月までの土日祝日にトロッコ列車「潮風号」を運行。九州鉄道記念館駅（門司港駅に隣接） - 関門海峡めかり駅（和布刈公園に隣接）間。

## 夜景
照明デザイナー石井幹子のデザインによる照明演出「門司港レトロ・ナイトファンタジー」が毎日（開始時間：春・秋期18:00、夏期19:00または20:00、冬期17:00）船だまり周辺で開催される。

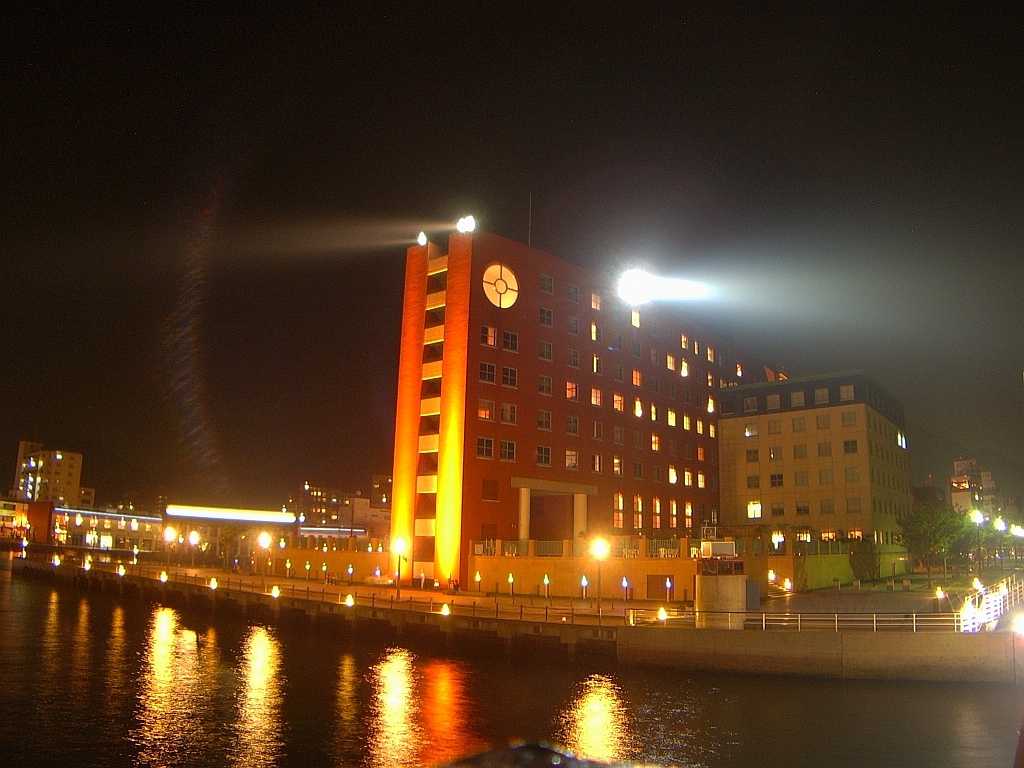
門司港ホテル
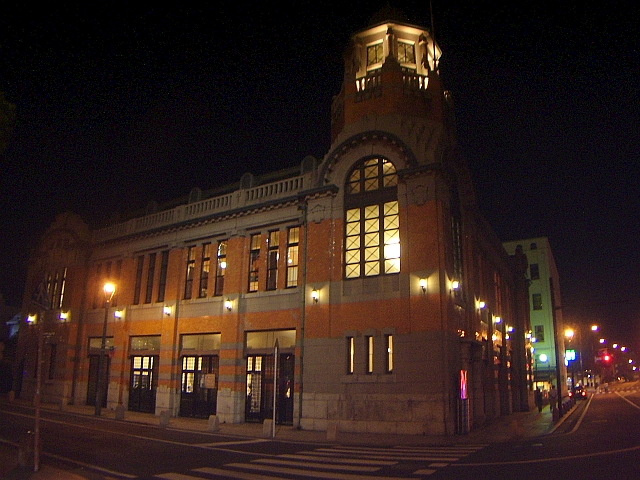
旧大阪商船門司支店
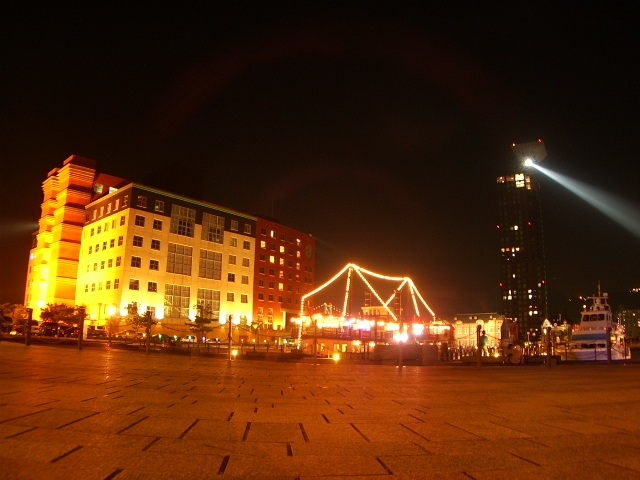
門司港レトロハイマート
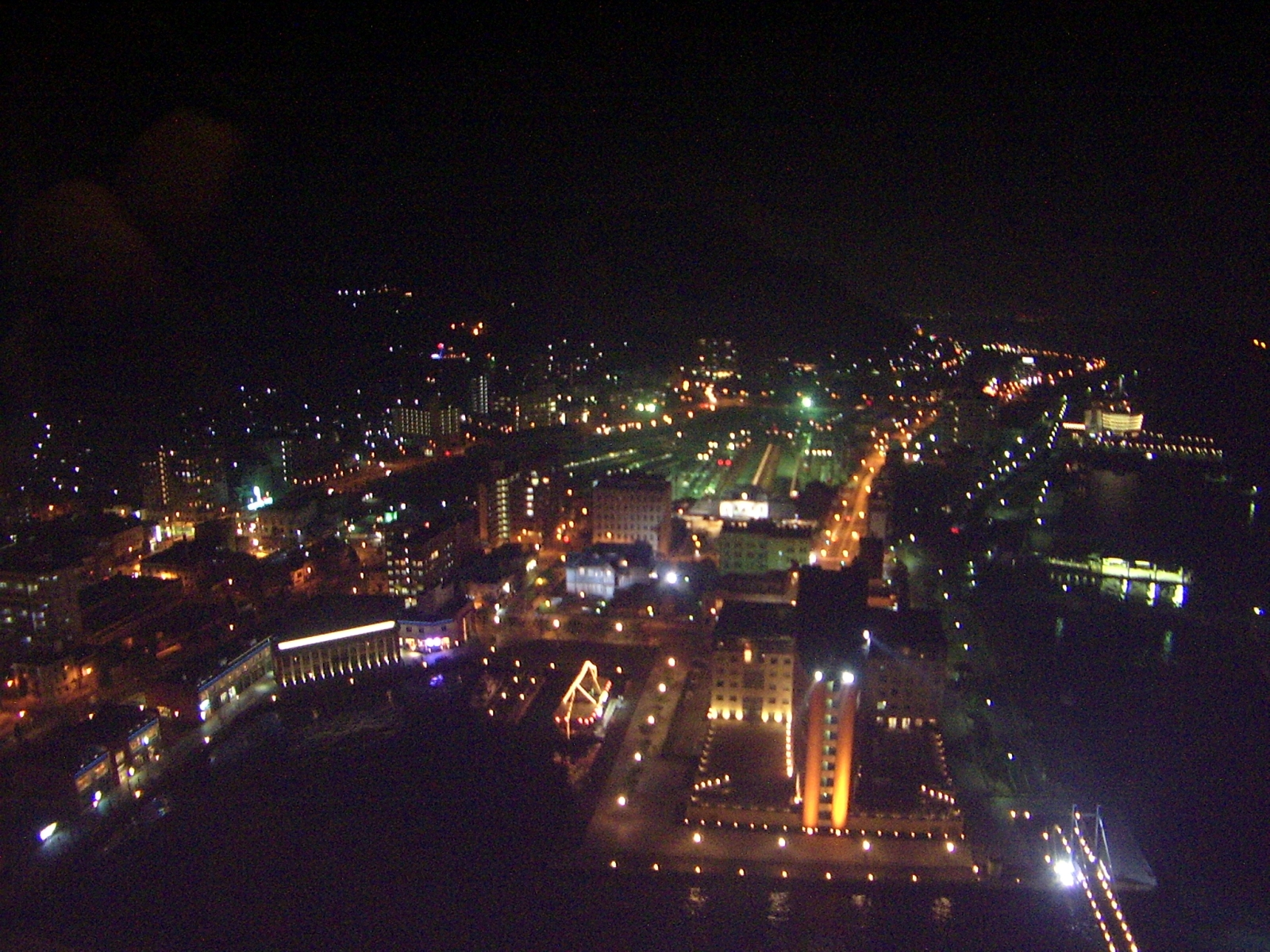
同、展望台からの眺望
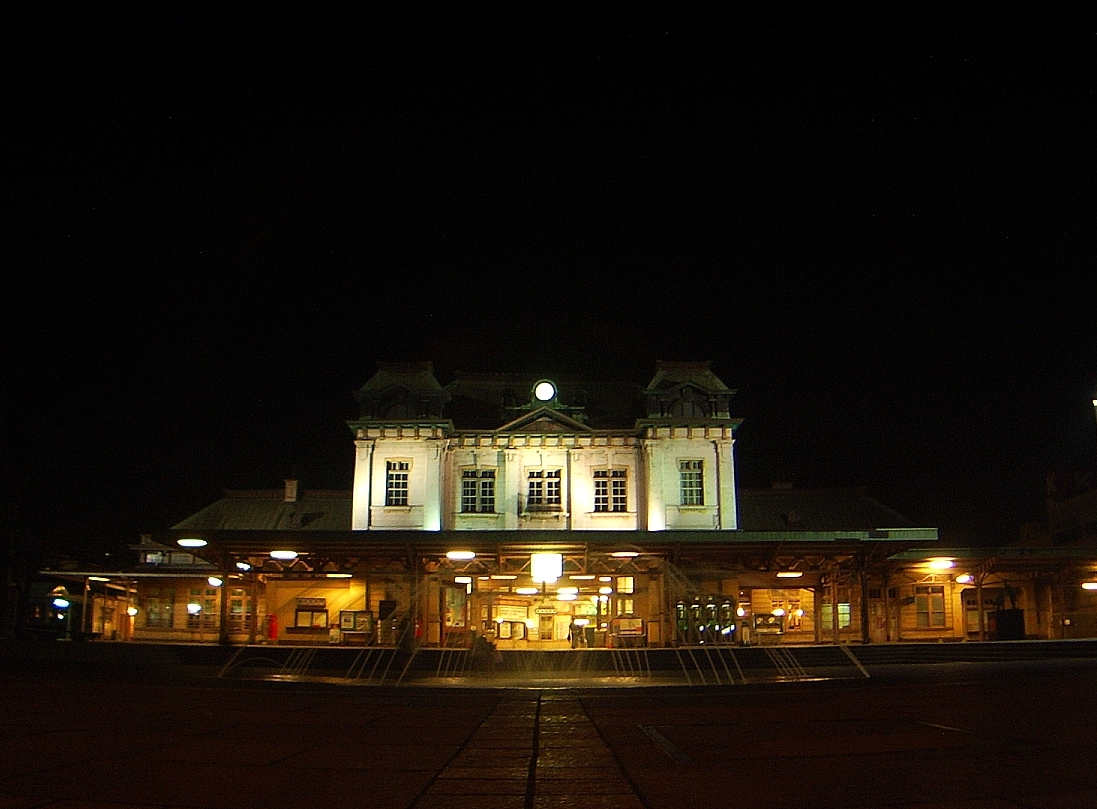
門司港駅ライトアップ
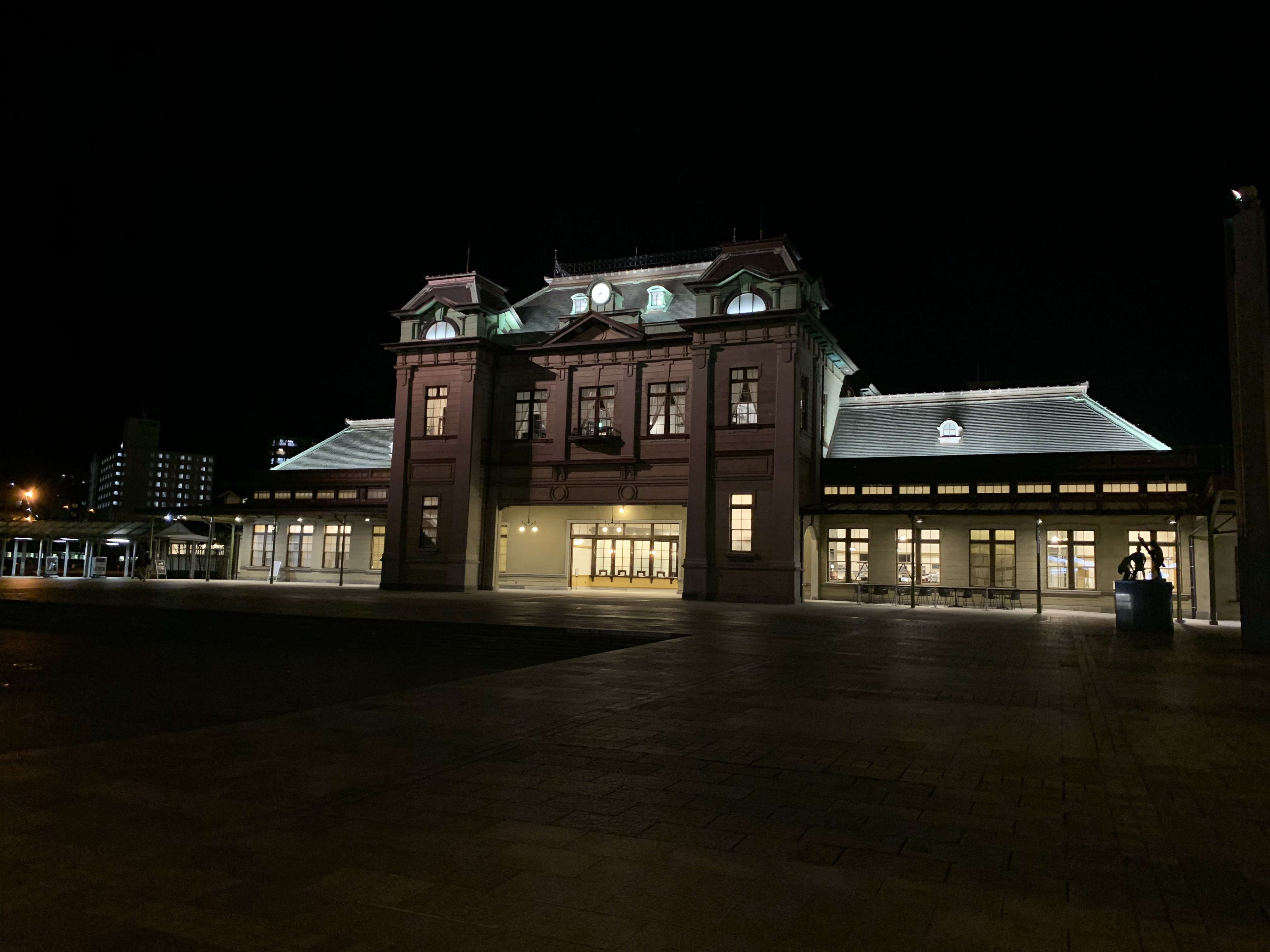
門司港駅駅舎ライトアップ（改修後）
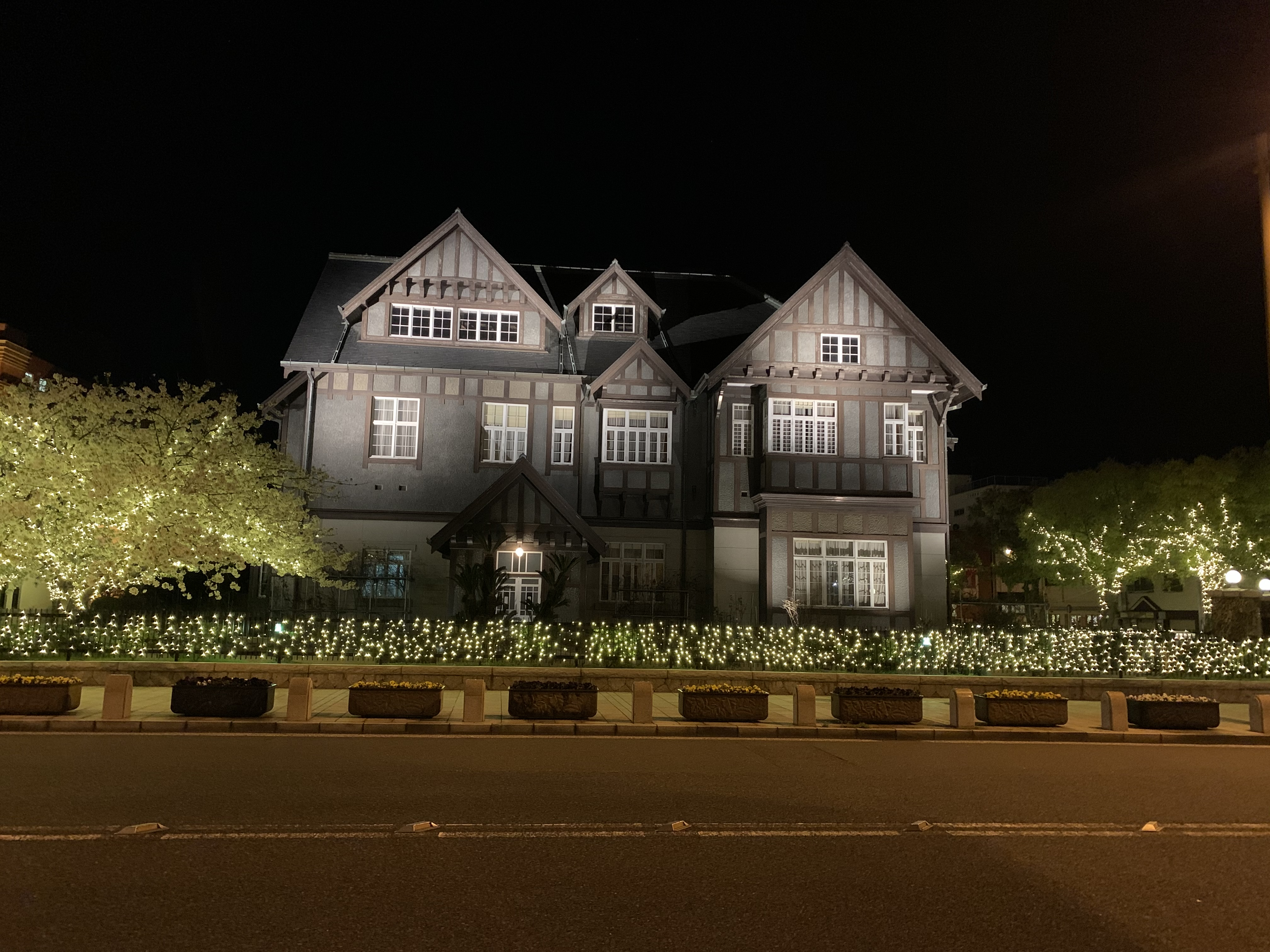
旧門司三井倶楽部